# Benjamin Behrla
Benjamin "Benny" Behrla (ur. 31 sierpnia 1985) – niemiecki judoka. Olimpijczyk z Pekinu 2008, gdzie zajął dziewiąte miejsce w wadze półciężkiej.
Startował w Pucharze Świata w latach 2006–2009, 2011 i 2012. Brązowy medalista mistrzostw Europy w 2008 i 2010 roku.

## Letnie Igrzyska Olimpijskie 2008
| Konkurencja | Rundy eliminacyjne     | Rundy eliminacyjne              | Repasaże             | Repasaże             | Klas. końcowa |
| Konkurencja | 1/32                   | 1/16                            | Przeciwnik I         | Przeciwnik II        | Miejsce       |
| ----------- | ---------------------- | ------------------------------- | -------------------- | -------------------- | ------------- |
| 100 kg      | Rusłan Gasymow (RUS) Z | Najdangijn Tüwszinbajar (MGL) P | Keiji Suzuki (JPN) Z | Jang Sung-ho (KOR) P | 9.            |